# إيلونا ميتريسي
إيلونا ميتريسي (بالفرنسية: Ilona Mitrecey)‏ هي مغنية فرنسية ولدت في يوم 1 سبتمبر 1993 في بلدة فونتناي أوروز في فرنسا. بدأت الغناء في سنة 2004 وانتجت منذ ذلك الحين ثلاثة ألبومات. نالت أغانيها شعبية كبيرة عند الصغار.